# Płoska
```
Płoska
 - là một 
con sông
 ở phía đông 
Ba Lan
 ở 
Podlaskie Voivodeship
, một nhánh trái của sông Supraśl, với chiều dài 23,6
 
km và diện tích lưu vực là 216
 
km 
2
. Đây là dòng sông tốt để đi bè. Chi lưu lớn nhất là Świniobródka.
```